# معركة فوتشو البحرية
معركة فوتشو البحرية، أو معركة فوشو، والمعروف أيضا باسم ( الصينية: 馬江海戰 ،馬江之役أو馬尾海戰، حرفيا معركة ماوى)، هي أول معارك الحرب الصينية الفرنسية التي استمرت 16 شهرًا والتي امتدت خلال الفترة من ديسمبر 1883 واستمرت حتي أبريل 1885، ووقعت المعركة في 23 أغسطس 1884 قبالة ميناء ماوى، على بعد 15 كم إلى الجنوب الشرقي من مدينة فوتشو (فوشو). خلال المعركة دمرت القوات البحرية الفرنسية واحد من الأربع اساطيل الإقليمية للصين.

## خلفية
في 11 مايو، عام 1884 ، أبرم المفاوضون الفرنسيون والصينيون اتفاق تينتسين، وهو اتفاق وضع لإنهاء عدة أشهر من الأعمال العدائية غير المعلنة بين فرنسا والصين في تونكين. ولكن في 23 يونيو 1884 ، اشتبكت القوات الفرنسية التي تتقدم للاستلاء علي لونج سين، وفقًا لشروط هذا الاتفاق، وبالقرب من جزيرة لوك مع قوه من جيش قوانغشي الصيني حيث فتح الصينيون النار على الفرنسيين، مما أدى إلى معركة دامت يومين ليكون ذلك سبب مباشر للحرب الصينية الفرنسية.

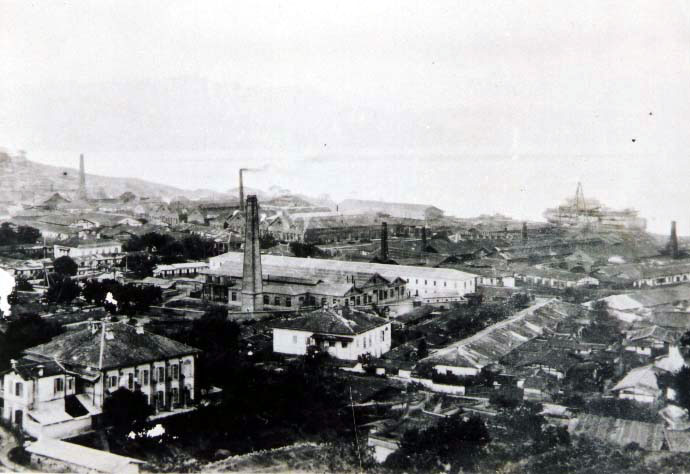

عندما وصلت أنباء عن كمين باك لي إلى باريس، كان هناك غضب و كان يُنظر إليه على أنه خيانة صينية . طالبت حكومة جول فيري بالاعتذار والتعويض والتنفيذ الفوري لشروط تيانجين. وافقت الحكومة الصينية على التفاوض، لكنها رفضت الاعتذار أو دفع تعويض، وعلى الرغم من استمرار المفاوضات طوال شهر يوليو، فقد أُمر الأدميرال كوربيت بالاتجاه مع اسطوله إلى فوتشو.
صدرت تعليمات إلى كوربيت بالإعداد لتدمير ساحة فوشو البحرية، الواقعة على بعد 15 كم من فوتشو في ماوي، ولمهاجمة الأسطول الصيني في ميناء ماوي حيث ركز كوربيت اسطوله تدريجيًا في ميناء ماوي، في معبد باغودا - الذي تم تسميته باسم المعبد الصيني البارز، لويكسينغتا (ox 星 塔) ، والذي يقع على تل فوق الميناء. 
فشلت المفاوضات بين فرنسا والصين في منتصف شهر أغسطس، وفي مساء يوم 22 أغسطس، سمحت الحكومة الفرنسية ببدء كوربيت لبدء القتال. وقد أخطر القناصل الأجانب، و الحاكم العام لفوجيان وتشجيانغ، وقادة عدة سفن حربية بريطانية وأمريكية راسية في مرسى باجودا . 

## القوات المشاركة

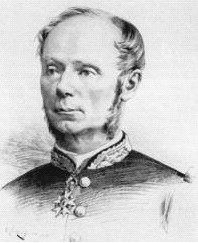
الأدميرال أناتول أميدي بروسبر كوربيت (1827-1885)

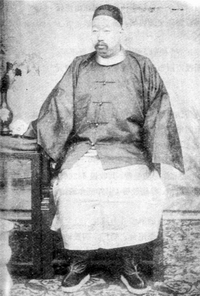
تشانغ بيلون (1843-1903) ، القائد الصيني في فوتشو

كان تحت قيادة كوربيت المباشرة طرادان من الدرجة الأولى وطراد من الدرجة الثالثة (الذي عمل كوحدة قياده رئيسي خلال الاشتباك) ، الي جانب عدد من الزوارق الحربية .  فيما ترك طراد من الدرجة الثانية وسفينة للجنود عند مدخل نهر مين. 
بالنسبة للصين شارك بالمعركة أسطول فوجيان ولكن عموما كان القوات الفرنسية أفضل بكثير قيادة وتسليح من الأسطول الصيني. و عدد قليل من السفن الصينية هي التي كانت قادرة على تقديم عمل دفاعي جاد لصد هجوم كوربيت.وض كان الدفاع الصيني تحت قيادة المفوض الإمبراطوري تشانغ بيلون (張佩綸) ، أحد الأعضاء البارزين في حزب الحرب الصيني. 

## معركة فوتشو

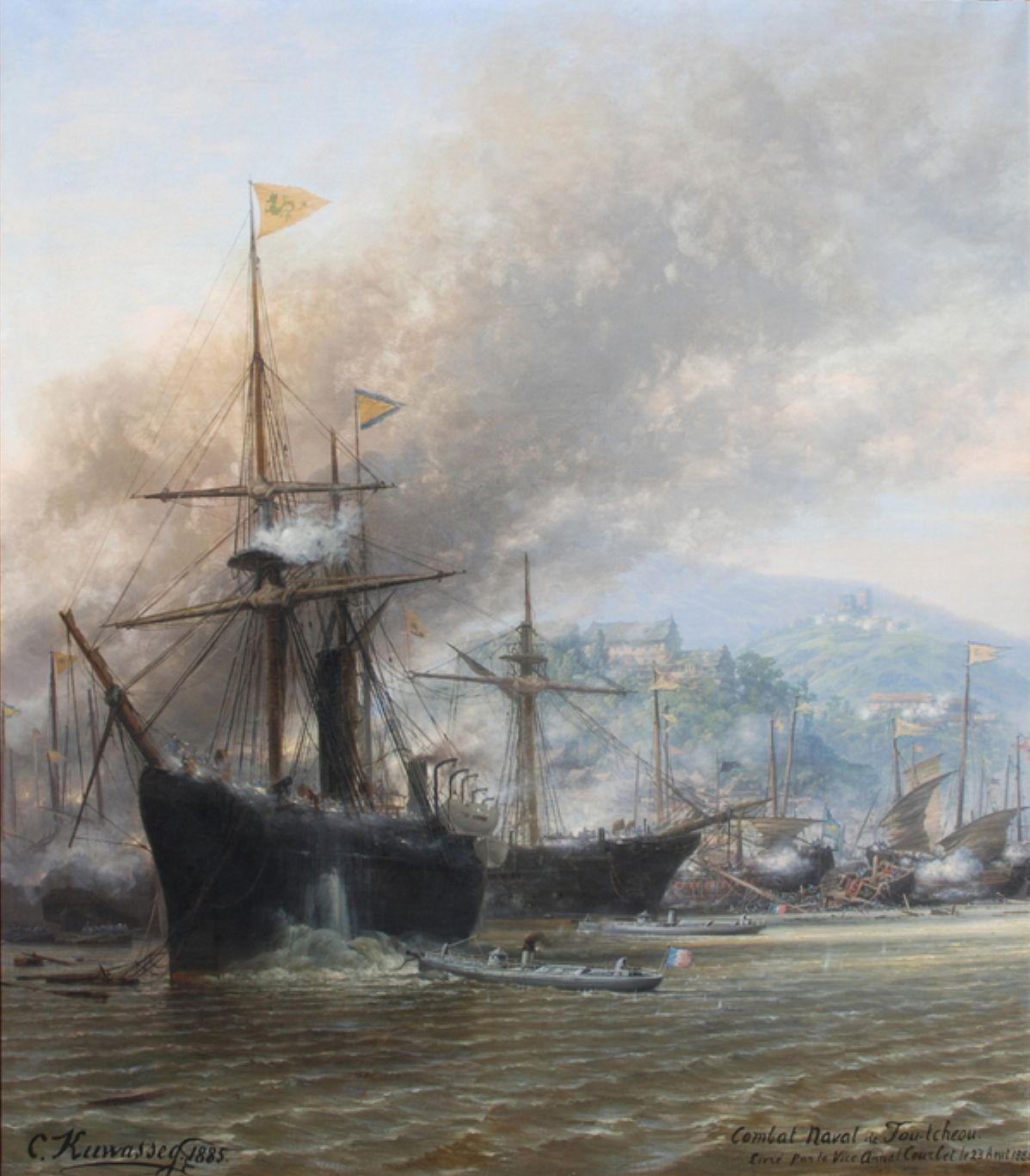
سفينتا القياده الصينية يانجوو و كورفيتتي فياكاشنغ تتعرضان للهجوم من قبل زوارق الطوربيد الفرنسية رقم 46 ورقم 45. ('المعركة البحرية في فوشو') ، للرسام تشارلز كواسج، 1885

في صباح يوم السبت 23 أغسطس، وعلى الرغم من أن القادة الصينيين كانوا يعلمون أن الفرنسيين سيشنون هجومهم في حوالي الساعة 2 بعد الظهر، إلا أن البحارة في كلا الأسطولين بدأوا أعمالهم المعتادة. لم تحاول سفن أسطول فوجيان الصيني إعادة الانتشار أو مفاجئة و الفرنسيون بإطلاق النار أولاً. ذهبت الطواقم الفرنسية إلى محطات الحركة في الساعة 1.30 بعد تناول وجبة منتصف النهار.و لم يرد الصينيون على هذا التهديد الواضح، واخيرا بعد الظهر في الساعة 15:15 تقدم زورق ألغام صيني باتجاه الاسطول الفرنسي. فامر كوربيت على الفور ببدء الهجوم، و بعد خمس دقائق فقط من الجدول الزمني الأصلي.
في بداية المعركة، تم الهجوم بنجاح على السفينة الصينية يانجوو من خلال هجوم طوربيدي بواسطة رقم الزورق الفرنسي رقم 46 من ثم تعرضت السفينة المرسلة فياكاشينغ لهجوم أقل نجاحًا من قِبل زورق الطوربيد رقم 45 .
انسحبت الزوارق الفرنسية بعد الاشتباك نحو المرسي القريب بعد أصابه عدد من البحارة.

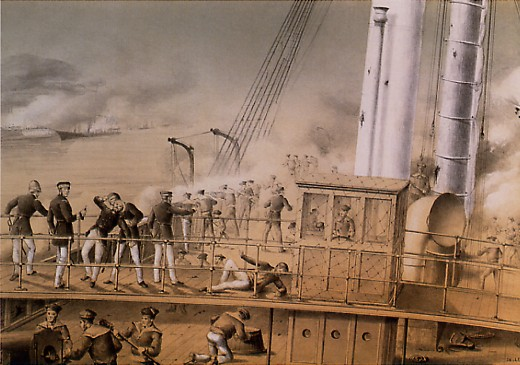
الأدميرال كوربيت على جسر فولتا أثناء المعركة

في هذه الأثناء، كان الطرادون الفرنسيون والسفينة الحديدية تريمفانتي، التي انضمت إلى الأسطول الفرنسي قبل دقائق فقط من بدء المعركة، يشتبكون مع باقي سفن الأسطول الصيني
قبل أن يتم اجبار السفن الصينية بالخروج من المعركة، ركزت السفن الصينية البالية نيرانها على سفينه القيادة الفرنسيه فولتا ، على أمل قتل كوربيت والضباط المرافقون له. خلال هذا الهجوم قُتل أو جُرح العديد من البحارة الفرنسيون على متن الطراد الفرنسي بينهم مساعد القائد الفرنسي كوربيت.
انتهى القتال الساعة 5 مساء، ولكن في ليلة 23 من شهر أغسطس قام الصينيون بشن عدد من الهجمات الفاشلة باستخدام سفن حربية على السفن الحربية الفرنسية، مما اضطر السفن الفرنسية تغير أماكن تمركزها.

## قصف ساحة فوشو البحرية
قصف الفرنسيون ساحة فوشو، مما ألحق أضرارًا بعدد من المباني الخارجية، التي كانت لا تزال قيد الإنشاء تم إلحاق قدر معين من الأضرار، ولكن بدون دعم المدافع الثقيلة لم يكن كوربيت قادراً على تدمير الساحة بالكامل. هو نفسه اعترف في تقريره الرسمي أن الأضرار التي لحقت «لم يكن بقدر ما كنت آمل». 

## دخول نهر مين

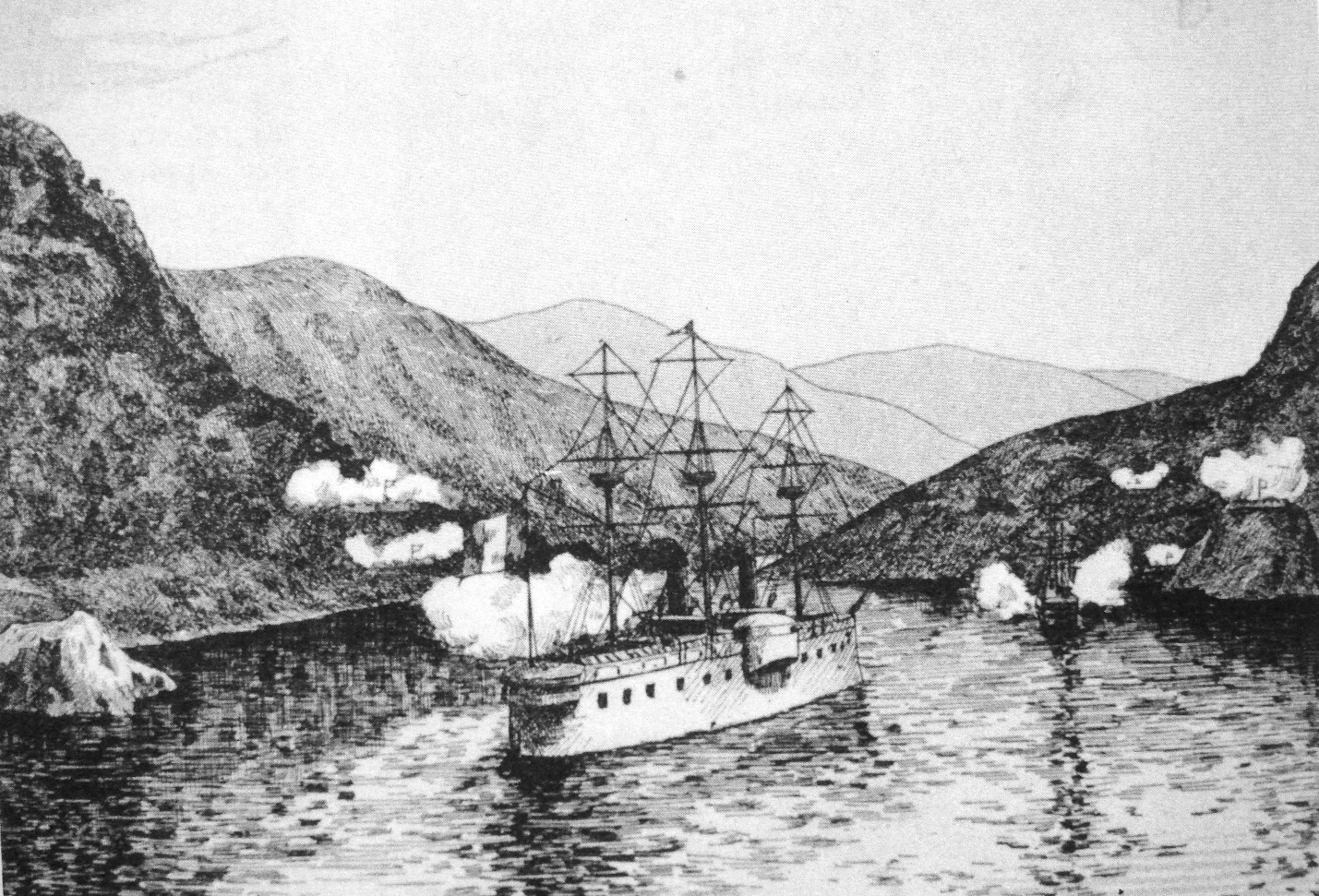
الطراد الفرنسي خلال رحلة نهرية

في 25 أغسطس، بعد تلقي تهنئة قادة السفن الحربية المحايدة على الكفاءة الذي أبداه الاسطول الفرنسي أثناء المعركة في 23 أغسطس، بدأ كوربيت يقود سفنه إلى أسفل نهر مين.
في 27 و 28 أغسطس، قصف الأسطول الفرنسي الدفاعات الصينية ودمرها عند ممر جينباي بالقرب من مدخل نهر مين عدد من الحصون، التي خرجت عن العمل، كما ألحق الفرنسيون خسائر فادحة في عدد من بطاريات المدافع والمشاة الصينية. التشكيلات. مكمان جانب اخر قتلت قوات المشاة الصينية عند ممر جينباي العديد من البحارة الفرنسيين وأصابتهم على متن القارب الحربي فيبيير في 27 أغسطس. 

## الخسائر

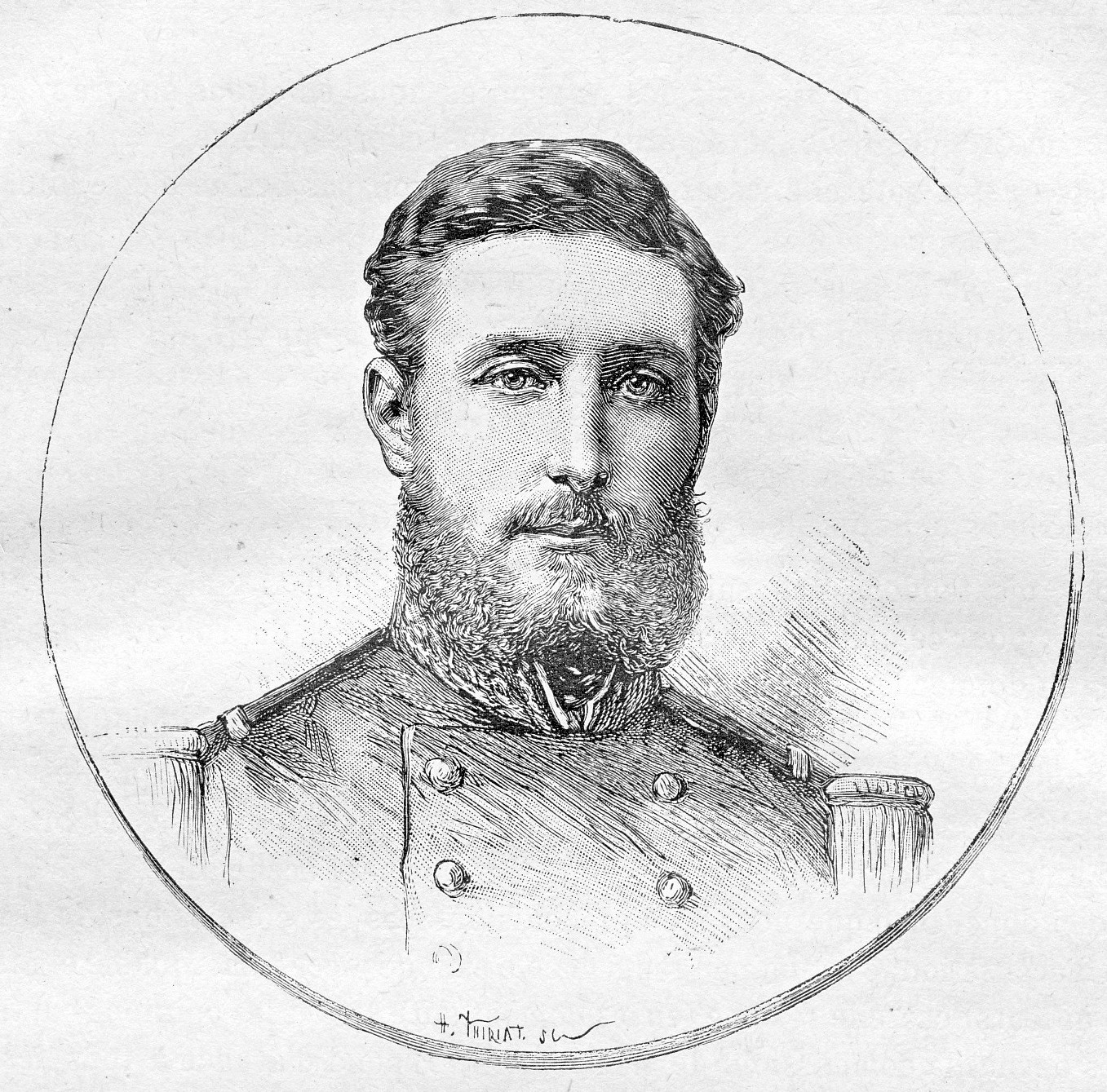
ملازم أول فاسو بويت - ويلوميز ، فيبير ، قتل في 27 أغسطس 1884 أثناء نزول نهر مين

كانت خسائر الاسطول الفرنسي في سياق العمليات قبل فوتشو وفي نهر مين خفيفة نسبيا (10 قتلى و 48 جريحا). لم تقع معظم هذه الإصابات نتيجة لقصف مدفعي خلال الاشتباك الذي وقع في 23 أغسطس، ولكن بنيران القناصة من المشاة الصينيين أثناء نزول سرب نهر مين. من بين القتلى الفرنسيين الملازم دي فاسو بويت - ويلوميز، القائد الثاني للقارب الحربي فيبير وابن الأميرال الفرنسي الشهير لويس إدوار بويت - ويلوميز (1809-1871) ، الذي قُتل بالرصاص على جسر فيبير.
فقد الصينيون تسع سفن من بين 11 سفينة تابعة لأسطول فوجيان. تعثرت بعض السفن الصينية حيث تعرضت للهجوم، وغرقت قبالة مرسى باجودا وباحة فوشو البحرية. وانجرف آخرون على مجرى النهر وغرقوا بين جزيرة لوسينغ وممر مينان. شاهد الضباط الفرنسيون الذين كانوا على متن السفينة شاتورينو ، الراسية بالقرب من مدخل نهر مين، ثلاث سفن حربية صينية تنحرف في أسفل النهر مساء يوم 23 أغسطس، وقد هجرها طاقمها وانفجرت إحدى السفن الصينية أمام أعينهم. 

## معرض صور

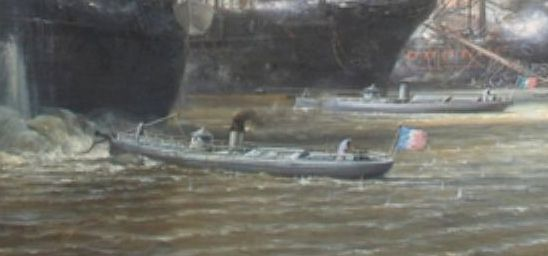
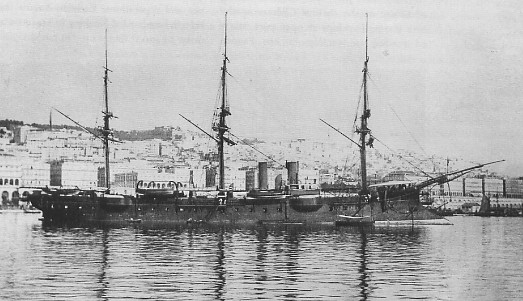
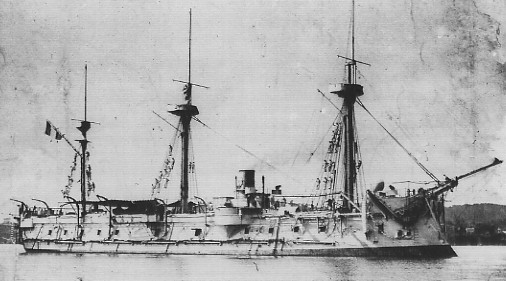
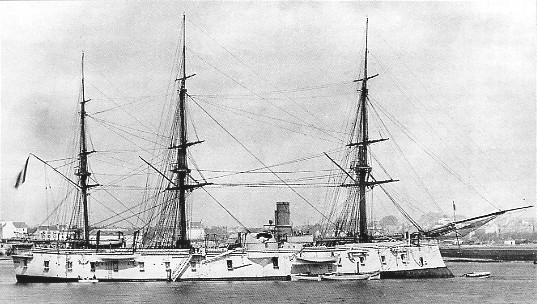